# Аблесимов, Александр Онисимович
Алекса́ндр Они́симович (Анисимович) Абле́симов (27 августа (7 сентября) 1742, Галичский уезд, Галицкая провинция, Архангелогородская губерния — нач. 1783, Москва) — русский драматург-сатирик, автор знаменитой в своё время музыкальной комедии «Мельник — колдун, обманщик и сват».

## Биография
Из мелкопоместных дворян, из небогатых помещиков Галичского уезда Галицкой провинции (позднее в составе Костромской губернии). Образование получил самое ограниченное и ещё в детском возрасте, в 1751 году, записан был на военную службу.
В 1758 году начал действительную военную службу солдатом в артиллерии на Семилетней войне.
В 1759 году был произведён в подпрапорщики; с 1760 по 1762 год в звании сержанта был в походах до Бреславля, Глогау и Франкфурта-на-Одере, а также по Висле.
В 1765 году состоял фурмейстером, в 1766 году уволен с чином прапорщик.
Только благодаря тому, что попал он на службу в лейб-кампанскую канцелярию и переписывал набело служившему там А. П. Сумарокову стихи его, в Аблесимове пробудились природные способности к литературному творчеству.
Из этой канцелярии Аблесимов перевёлся в комиссию для составления уложения о наказаниях, затем поступил на военную службу, был адъютантом генерал-майора А. Н. Сухотина, сопровождал его в походе в Грузию, Имеретию и Мингрелию, участвовал в блокаде турецкой крепости Поти.
В 1772 году возвратился в Россию и затем, дослужившись до капитанского чина, перешёл экзекутором в московскую управу благочиния.
В этой должности Александр Онисимович и умер в Москве в начале 1783 года в крайней бедности.
По словам актёра и издателя И. Зауервейда в Russische Theatralien (1784), эта бедность объясняется тем, что жалованье и довольно значительный гонорар за свои пьесы Аблесимов использовал исключительно на воспитание единственной дочери.

## Литературная деятельность
Литературную деятельность начал с 1759 в «Трудолюбивой пчеле» А. П. Сумарокова элегией «Сокрылися мои дражайшия утехи» и шуточным стихотворением «Подьячий здесь зарыт». Затем Аблесимов напечатал сборник стихотворных басен под заглавием «Сказки» (Санкт-Петербург, 1769), а в новиковском «Трутне» 1769—1770 г. поместил ряд сатирических стихотворений и статеек, частью без подписи, частью под псевдонимом Азазеза Азазезова. В этих своих произведениях Аблесимов по преимуществу подражает сатирам и басням Сумарокова; круг обличения его не обширен: подьячие, моты, хвастуны, щёголи; язык местами не лишён выразительности, но в общем страдает некоторой растянутостью.
20 января 1779 года впервые поставлена была знаменитая комическая опера Аблесимова «Мельник — колдун, обманщик и сват» (Москва 1782, 1817, 1886; Санкт-Петербург, 1831 и чаще) с музыкой М. М. Соколовского, составленной из русских песен. Сюжет оперетки взят прямо из народной жизни и был первым в этом роде воспроизведением русского быта. Это одна из тех «народных» опер XVIII века, которые принадлежат к числу первых попыток влить струю народности в русскую литературу и театр, заполонённые немецко-французским псевдоклассицизмом.
Аблесимов не был в этом деле инициатором. Есть известие, что ещё в 1740-х годах поставлена была «комедия на музыке» Колычёва, взятая автором «из древних русских сказок», а при Елизавете в Головинском «вольном театре» дана была комическая опера «в русских нравах» «Танюша, или Счастливая встреча», текст которой был написан Дмитревским, а музыка Ф. Г. Волковым. Затем появились такие же оперы Михайлы Попова «Анюта» (впервые поставлена в 1772 с музыкой Е. И. Фомина), Михаила Матинского «Перерождение» (1777). Но из всех опер, «Мельнику» предшествовавших и за ним последовавших («Сбитеньщик» Княжнина), опера Аблесимова имела наибольший успех, который она сохранила и в первой половине XIX века.
Другие сочинения Аблесимова: «Счастье по жребию» (М., 1780), оперетка «Странники» (М., 1780), драматический диалог на открытие нового Петровского театра в Москве. Не напечатаны и утеряны комедии «Подьяческая пирушка» и «Поход с непременных квартир».
В 1781 г. Аблесимов анонимно издавал в Москве сатирический журнал: «Раскащик забавных басен, служащих к чтению, в скучное время; или когда кому делать нечево», который далеко уступал Новиковским изданиям и успеха не имел.
Собрание сочинений Аблесимова издал Смирдин (Санкт-Петербург, 1849).
Преодолев влияние Сумарокова, Аблесимов отказывается от «высокого штиля» и один из первых в России выдвигает элементы реализма и народности (впервые изображается крестьянская среда).